# 麥海雄
麥海雄，SBS，JP（1945年—），香港執業兒科醫生，曾任香港大學醫學院校友會委員（1977年至2014年）。麥海雄在1970年代於任職伊利沙伯醫院內科醫生期間參與過搶救已故藝人李小龍的過程。至2000年代擔任過香港科技大學校董會的副主席。

## 背景

### 早年生活
麥海雄出身自基層家庭，早年在香港島西營盤長大。他分別就讀聖保羅男女小學（1958年英文部小六上午校）和聖保羅男女中學（1963年中五；1965年中七，同屆中五同學計有前香港立法局議員湛佑森，中七同學則有律師譚惠珠）。在校時為男領袖生長。他之後入讀香港大學醫學院，並於1970年完成香港大學內外全科醫學士學位（入及格名單）。其後在伊利沙伯醫院內科部工作，曾於1973年在藝人李小龍送院後參與搶救工作。他當時替李小龍進行心肺復甦。同時鄭寶智醫生為李小龍的心臟注射腎上腺素強心針。但醫護人員搶救了半小時後宣告李小龍死亡。翌日，即7月22日，麥海雄與鄭寶智以及負責病理解剖的黎史特醫生前去檢驗李小龍的遺體。因為麥海雄於同年9月負笈海外，到英國利物浦大學修讀熱帶病及衞生學文憑，所以他沒有出席有關李小龍的死因庭作供。關於李小龍被搶救的經過與麥海雄參與的過程資料都記錄在伊利沙伯醫院於2013年出版的書籍《伊院人。情。事》之中。

### 個人發展
麥海雄之後分別獲得英國倫敦皇家內科醫學院院士（1974年）和英國倫敦皇家內科醫學院兒科文憑（1976年）。他本來打算成為內科醫生，但在外科實習期間，因為曾經目睹一名男孩在病房突然離世，死因不明，遂轉為學習兒科學。他於1991年成為香港兒科醫學院院士。兩年後成為香港醫學專科學院院士（兒科）。麥海雄行醫同時，曾擔任醫學組織的管理崗位，包括香港醫學會會董、香港醫學會組織聯會第二副會長、香港痙攣協會（現為香港耀能協會）董事會成員及榮譽顧問（1977年至1992年）、健康與醫療發展諮詢委員會成員（1987年至1991年）以及香港紅十字會輸血服務管治委員會委員（1991年至2001年）。另外，麥海雄曾主編《香港醫學會通訊》、《香港醫訊》、《香港西醫名冊》（第三版）。而其身影可見於教育界。他在1986年至1992年期間擔任聖保羅男女中學校友會的主席。直至1999年出任該校校監（1999年至2010年）。現時為該校校董會的副主席（2012年至今）。
至於大學教育方面，麥海雄從2001年起於香港大學擔任兒童學系臨床助理教授。他之後自2008年起出任香港科技大學校董會副主席至2013年任期結束，現時為該校顧問委員會榮譽委員。此外，他在2011年擔任香港青年協會「創新科技獎學金計劃」的其中一位導師。近年繼續積極為教育界服務。他在2013年4月獲香港特別行政區政府委任為大學教育資助委員會成員，任期至2016年為止。在2015年至2016年期間又擔任「香港卓越獎學金計劃」面試小組的成員。

### 個人榮譽
麥海雄於2005年獲委任為太平紳士。到了2013年7月，獲香港政府頒授銀紫荊星章，以表彰他長期參與公共及社會服務的卓越表現和持續服務教育界。此外亦嘉獎他在加強直資學校管治及行政系統方面提供了寶貴的建議。在2014年11月，他獲香港科技大學授予社會科學榮譽博士。與其一同獲授博士的人尚有美國加州大學洛杉磯分校 Ben Rich-Lockheed Martin 講座教授何志明、紅杉資本主席邁克爾·莫里茨（Michael Moritz）、中國著名神經生物學家蒲慕明以及華人社會學家謝宇。其後在2018年2月，麥海雄與張文光、甘秀雲、魏華星和石禮謙一同獲香港教育大學頒授榮譽院士名銜，以表彰其對香港醫學和教育界的貢獻。

## 專業資格
麥海雄擁有的專業資格如下：
- 1970年：香港大學內外全科醫學士
- 1973年：英國利物浦大學熱帶病及衞生學文憑
- 1974年：英國倫敦皇家內科醫學院院士[32]
- 1976年：英國倫敦皇家內科醫學院兒科文憑
- 1991年：香港兒科醫學院院士
- 1993年：香港醫學專科學院院士（兒科）[15]

## 參與節目
- 2025年：真相猜‧情‧尋（第1及2集、無綫電視）